# تصویرنگاشت‌های خطر
تصویرنگاشت‌های خطر بخشی از سیستم جهانی هماهنگ طبقه‌بندی و برچسب‌گذاری مواد شیمیایی (GHS) را تشکیل می‌دهند. دو مجموعه تصویرنگاشت در GHS گنجانده شده‌است: یکی برای برچسب‌زدن ظروف و برای هشدارهای خطر در محل کار، و دیگری برای استفاده در هنگام حمل و نقل کالاهای خطرناک. بسته به مخاطب هدف، یکی یا دیگری انتخاب می‌شود، اما این دو با هم استفاده نمی‌شوند. هر دو تصویرنگاشت از نمادهای یکسانی برای خطرات یکسان استفاده می‌کنند، اگرچه نمادهای خاصی برای تصویرنگاشت‌های حمل و نقل مورد نیاز نیست. تصویرنگاشت‌های حمل و نقل دارای رنگ‌های متنوع‌تری هستند و ممکن است حاوی اطلاعات اضافی مانند شماره زیر شاخه باشند.
تصویرنگاشت‌های خطر یکی از عناصر کلیدی برای برچسب‌زدن ظروف تحت GHS هستند، همراه با:
- شناسایی محصول؛
- یک کلمه آگاهی‌دهنده - یا خطر یا هشدار - در صورت لزوم
- اعلامیه‌های خطر که ماهیت و درجهٔ خطرات ناشی از محصول را نشان می‌دهد
- بیانیه‌های احتیاطی، نشان می‌دهد که چگونه محصول باید برای به‌حداقل‌رساندن خطرات برای کاربر (و همچنین برای سایر افراد و محیط عمومی) استفاده شود.
- هویت تامین‌کننده (که ممکن است تولیدکننده یا واردکننده باشد)

تصویرنگاشت‌های خطر شیمیایی GHS برای ارائه پایه یا جایگزینی سیستم‌های ملی تصویرنگاشت‌های خطر در نظر گرفته شده‌است. هنوز باید توسط اتحادیهٔ اروپا (مقررات CLP) در سال ۲۰۰۹ اجرا شود.

## تصویرنگاشت‌های خطرات فیزیکی
| تصویرنگاشت              |  | استفاده |
| ----------------------- |  | --- |
|                         |  | - مواد منفجرهٔ ناپایدار - مواد منفجره، تقسیمات ۱٫۱، ۱٫۲، ۱٫۳، ۱٫۴، ۱٫۵، ۱٫۶ - مواد و مخلوط‌های خودواکنش‌دهنده، انواع A و B - پراکسیدهای آلی، انواع A و B به عنوان مثال آزیدوازید آزید، TNT، کرومیل کلرید، نیتروگلیسیرین |
| GHS01: مواد منفجره      |  | |
|                         |  | - گازهای قابل اشتعال، دسته ۱ - آئروسل‌های قابل اشتعال، دسته‌های ۱ و ۲ - مایعات قابل اشتعال، دسته‌های ۱ و ۲ و ۳ و ۴ - مواد جامد قابل اشتعال، دسته‌های ۱ و ۲ - مواد و مخلوط‌های خودواکنش‌دهنده، انواع B, C، D, E، F - مایعات پیروفوریک، دسته ۱ - جامدات پیروفوریک، دسته ۱ - جامدات قابل احتراق، دسته ۳ - مایعات قابل احتراق، دسته ۳ - مواد و مخلوط‌های خودگرم‌شونده، دسته‌های ۱ و ۲ - مواد و مخلوط‌هایی که در تماس با آب گازهای قابل اشتعال منتشر می‌کنند، دسته‌های ۱ و ۲ و ۳ - پراکسیدهای آلی، انواع B, C، D, E، F به عنوان مثال استون، متانول، به‌طور کلی بیش‌تر حلال‌ها. |
| GHS02: قابل اشتعال      |  | |
|                         |  | - گازهای اکسیدکننده، دسته ۱ - مایعات اکسیدکننده، دسته‌های ۱ و ۲ و ۳ - جامدات اکسیدکننده، دسته‌های ۱ و ۲ و ۳ به عنوان مثال دی‌اکسید گوگرد، بیش‌تر هالوژن‌ها، پرمنگنات پتاسیم، اسید نیتریک |
| GHS03: اکسیدکننده       |  | |
|                         |  | - گازهای فشرده - گازهای مایع شده - گازهای مایع یخچالی - گازهای محلول - به عنوان مثال نیتروژن مایع، اکسیژن مایع، هلیوم مایع |
| GHS04: گاز فشرده        |  | |
|                         |  | - خورنده فلزات، دسته ۱ اسیدها/بازهای قوی (نیتریک اسید، هیدروکسید سدیم)، اکسید کلسیم، کلرید روی بی‌آب می‌توانند خورنده باشند. |
| GHS05: خورنده           |  | |
|                         |  | - مواد منفجره، تقسیمات ۱٫۵، ۱٫۶ - گازهای قابل اشتعال، دسته ۲ - مواد و مخلوط‌های خودواکنش‌گر، نوع G (به مواد جامد قابل اشتعال کلاس ۴ HAZMAT مراجعه کنید) - پراکسیدهای آلی، نوع G |
| بدون نیاز به تصویرنگاشت |  | |

## تصویرنگاشت‌های خطرات سلامتی
| تصویرنگاشت              |  | استفاده |
| ----------------------- |  | --- |
|                         |  | - سمیت حاد (خوراکی، پوستی، استنشاقی)، دسته‌های ۱ و ۲ و ۳ - به عنوان مثال هپتوکسید منگنز (ردهٔ خطر سلامتی در لوزی آتش ۴ است) |
| GHS06: سمی              |  | |
|                         |  | - سمیت حاد (خوراکی، پوستی، استنشاقی)، دسته ۴ - تحریک پوست، دسته ۲ و ۳ - تحریک چشم، دسته ۲A - حساس‌شدن پوست، دسته ۱ - سمیت برای اندام هدف خاص پس از یک‌بار مواجهه، دسته ۳ - تحریک مجاری تنفسی - اثرات مخدر استفاده نشده - با تصویرنگاشت «جمجمه و استخوان‌های متقاطع». - برای تحریک پوست یا چشم اگر: - تصویرنگاشت «خوردگی» نیز دیده می‌شود - تصویرنگاشت «خطر سلامتی» برای نشان‌دادن حساسیت تنفسی استفاده می‌شود |
| GHS07: مضر              |  | |
|                         |  | - حساسیت تنفسی، دسته ۱ - جهش‌زایی سلول‌های زایشی، دسته‌های ۱A, 1B، ۲ - سرطان‌زایی، دسته ۱A, 1B، ۲ - سمیت تولیدمثلی، دسته‌های ۱A, 1B، ۲ - سمیت برای اندام هدف خاص پس از یک‌بار مواجهه، دسته‌های ۱ و ۲ - سمیت برای اندام هدف خاص پس از مواجهه چندباره، دسته‌های ۱ و ۲ - خطر استنشاق، دسته‌های ۱ و ۲ - به عنوان مثال کروم                                                                                           |
| GHS08: خطر سلامتی       |  | |
|                         |  | - سمیت حاد (خوراکی، پوستی، استنشاقی)، دسته ۵ - تحریک چشم، دسته ۲B - سمیت تولیدمثلی - اثرات روی شیردهی یا ازطریق آن |
| بدون نیاز به تصویرنگاشت |  | |

## تصویرنگاشت‌های خطرات فیزیکی و سلامتی
| تصویرنگاشت    |  | استفاده |
| ------------- |  | --- |
|               |  | - مواد منفجره، تقسیمات ۱٫۵، ۱٫۶ - گازهای قابل اشتعال، دسته ۲ - مواد و مخلوط‌های خودواکنش‌گر، نوع G (به مواد جامد قابل اشتعال کلاس 4 HAZMAT مراجعه کنید) - پراکسیدهای آلی، نوع G - خوردگی پوست، دسته‌های ۱A, 1B، ۱C - آسیب جدی چشم، دسته ۱ |
| GHS05: خورنده |  | |

## تصویرنگاشت خطرات زیست‌محیطی
| تصویرنگاشت              |  | استفاده                                                                                                |
| ----------------------- |  | --- |
|                         |  | - خطرات حاد برای محیط آبی، دسته ۱ - خطرات مزمن برای محیط آبی، دسته ۱، ۲ - سمیت زیست‌محیطی، دسته‌های ۱، ۲ |
| GHS09: خطرات زیست‌محیطی  |  | |
|                         |  | - خطرات حاد برای محیط آبی، دسته‌های ۲، ۳ - خطرات مزمن برای محیط آبی، دسته ۳، ۴                          |
| بدون نیاز به تصویرنگاشت |  | |

## تصویرنگاشت‌های حمل و نقل

### طبقهٔ ۱: مواد منفجره
| تصویرنگاشت     |  | استفاده |
| -------------- |  | --- |
|                |  | مواد منفجره بخش ۱٫۱: مواد و اقلامی که خطر انفجار انبوه دارند. بخش ۱٫۲: مواد و اقلامی که دارای خطر پرتاب‌شدن هستند اما خطر انفجار انبوه ندارند. بخش ۱٫۳: مواد و اقلامی که دارای خطر آتش‌سوزی یا خطر انفجار جزئی یا خطر پرتاب‌شدن جزئی یا هر دو هستند، اما خطر انفجار انبوه ندارند. توجه: ستاره‌ها با شماره طبقه و کد سازگاری جایگزین می‌شوند. |
| بخش‌های ۱٫۱–۱٫۳ |  | |
|                |  | مواد منفجره - مواد و اقلامی که به عنوان مواد منفجره طبقه‌بندی می‌شوند اما خطر قابل توجهی ندارند. توجه: ستاره با کد سازگاری جایگزین می‌شود. |
| بخش ۱٫۴        |  | |
|                |  | مواد منفجره - مواد بسیار غیرحساس که خطر انفجار انبوه دارند. توجه: ستاره با کد سازگاری جایگزین می‌شود. |
| بخش ۱٫۵        |  | |
|                |  | مواد منفجره - بدون اعلامیه خطر توجه: ستاره با کد سازگاری جایگزین می‌شود. |
| بخش ۱٫۶        |  | |

### طبقهٔ ۲: گازها
| تصویرنگاشت |  | استفاده |
| ---------- |  | --- |
|            |  | گازهای قابل اشتعال – گازهایی که در ۲۰ درجهٔ سانتی‌گراد و فشار استاندارد ۱۰۱٬۳ کیلوپاسکال: - در مخلوطی از ۱۳ درصد حجمی یا کمتر با هوا، قابل اشتعال هستند. یا - دارای محدودهٔ قابل اشتعال با هوا در حداقل ۱۲ درصد بدون توجه به حد پایین اشتعال. علامت جایگزین                                                          |
| بخش ۲٫۱    |  | |
|            |  | گازهای غیرسمی غیرقابل اشتعال – گازهایی که: - خفه‌کننده هستند - گازهایی که به‌طور معمول در جو اکسیژن را رقیق می‌کنند یا جایگزین آن می‌شوند. یا - اکسیدکننده هستند - گازهایی که معمولاً با تأمین اکسیژن ممکن است بیش از هوا باعث احتراق مواد دیگر شوند یا به آن کمک کنند. یا - در بخش‌های دیگر قرار نگیرید. علامت جایگزین |
| بخش ۲٫۲    |  | |
|            |  | گازهای سمی – گازهایی که: - به قدری برای انسان سمی یا خورنده هستند که خطری برای سلامتی به همراه دارند. یا - فرض بر این است که برای انسان سمی یا خورنده هستند زیرا مقدار LC50 برابر یا کم‌تر از ۵۰۰۰ ml/m3 (ppm) دارند. برای مثال سیانید هیدروژن                                                                     |
| بخش ۲٫۳    |  | |

### طبقهٔ ۳ و ۴: مایعات و جامدات قابل اشتعال
| تصویرنگاشت |  | استفاده |
| --- |  | --- |
| |  | مایعات قابل اشتعال - مایعاتی که نقطه اشتعال آنها کمتر از ۶۰ درجه سانتی‌گراد است و قادر به حفظ احتراق هستند. علامت جایگزین                                                                       |
| طبقهٔ ۳ |  | |
| |  | |
| جامدات قابل اشتعال، مواد خودواکنش‌گر و مواد منفجرهٔ حساسیت‌زدایی‌شدهٔ جامد - جامداتی که تحت شرایط حمل‌ونقل، به آسانی قابل احتراق هستند یا ممکن است از طریق اصطکاک باعث آتش‌سوزی شوند یا به آن کمک کنند. مواد خودواکنش‌گر که در معرض انجام یک واکنش شدید گرمازا هستند. مواد منفجرهٔ حساسیت‌زدایی‌شدهٔ جامد که اگر به اندازهٔ کافی رقیق نشوند ممکن است منفجر شوند. |  | |
| بخش ۴٫۱ |  | |
| |  | موادی که در معرض احتراق خودبه‌خودی هستند - موادی که در شرایط عادی در حمل‌ونقل یا در تماس با هوا گرم می‌شوند و ممکن است آتش بگیرند. برای مثال هپتوکسید منگنز                                       |
| بخش ۴٫۲ |  | |
| |  | موادی که در تماس با آب گازهای قابل اشتعال ساطع می‌کنند - موادی که در برهم‌کنش با آب ممکن است به‌طور خودبه‌خود قابل اشتعال شوند یا گازهای قابل اشتعال را در مقادیر خطرناک منتشر کنند. علامت جایگزین |
| بخش ۴٫۳ |  | |

### سایر طبقه‌های حمل و نقل GHS
| تصویرنگاشت |  | استفاده |
| ---------- |  | --- |
|            |  | مواد اکسیدکننده - موادی که اگرچه به‌خودی‌خود لزوماً قابل احتراق نیستند، با این حال، ممکن است با تولید اکسیژن باعث احتراق مواد دیگر شوند یا به آن کمک کنند.                                                                                 |
| بخش ۵٫۱    |  | |
|            |  | پراکسیدهای آلی - مواد آلی که حاوی ساختار دو ظرفیتی -O-O- هستند و ممکن است مشتقات پراکسید هیدروژن در نظر گرفته شوند؛ که در آن یک یا هردو اتم هیدروژن با رادیکال‌های آلی جایگزین شده‌اند. علامت جایگزین                                     |
| بخش ۵٫۲    |  | |
|            |  | مواد سمی – موادی با مقدار LD 50 بزرگ‌تر یا برابر با ۳۰۰ mg/kg (خوراکی) یا کوچک‌تر یا برابر ۱۰۰۰ mg/kg (پوستی) یا مقدار LC 50 کوچک‌تر یا برابر ۴۰۰۰ ml/m3 (استنشاق گرد و غبار یا غبار) برای مثال تقریباً هر چیزی که حاوی گروه‌های سیانید است. |
| بخش ۶٫۱    |  | |
|            |  | مواد خورنده - موادی که: - باعث تخریب کامل ضخامت بافت سالم پوست در زمانی کم‌تر از ۴ ساعت بشوند. یا - نرخ خوردگی بیش از ۶٬۲۵ میلی‌لیتر در سال را بر روی سطوح فولادی یا آلومینیومی در ۵۵ درجه سانتی‌گراد نشان می‌دهند.                         |
| طبقهٔ ۸     |  | |

### تصویرنگاشت‌های حمل و نقل غیر GHS
تصویرنگاشت‌های زیر در مقررات مدل سازمان ملل متحد گنجانده شده‌اند اما به دلیل ماهیت خطرات در GHS گنجانده نشده‌اند.
|            |             |             |             |             |                            |
| طبقهٔ ۶٫۱   | طبقهٔ ۷      | طبقهٔ ۷      | طبقهٔ ۷      | طبقهٔ ۷      | طبقهٔ ۹                     |
| مواد عفونی | مواد پرتوزا | مواد پرتوزا | مواد پرتوزا | مواد پرتوزا | مواد و اقلام خطرناک متفرقه |

## یادداشت
1. ↑  Part 1, section 1.4.10.5.1, GHS Rev.2
2. ↑  Part 1, section 1.4.10.5.2, GHS Rev.2
3. ↑  Part 1, section 1.4.10.5.3.1, GHS Rev.2